# حلوای عقاب
شرکت حلوای عقاب یک شرکت ایرانی است که زمینهٔ اصلی فعالیت آن تولید محصولات غذایی بر پایهٔ دانه های مغزی و مقوی است. شرکت حلوای عقاب در سال ۱۳۲۳ توسط سید جلیل ناصری بنا نهاده شده‌است و تا امروز فعالیت دارد.

## پیشینه
شرکت حلوای عقاب از قدیمی‌ترین و بزرگ‌ترین شرکت‌های تولیدکننده محصولات بر پایه کنجد در ایران است و حدود ۸۰ سال تجربهٔ فعالیت دارد. جلیل ناصری که متولد ۱۲۹۹ در دلیجان بود این مجموعه را در سال ۱۳۲۳ تأسیس کرد. نشان تجاری حلوای عقاب در ابتدا به شکل یک مهر گرد بود و در طی سال‌ها با اصلاحات و تغییرات زیاد و حفظ بخش‌هایی از آن به شکل مدرن و امروزی خود درآمد.

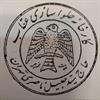
لوگوی قدیمی و اولیه شرکت عقاب در ۱۳۳۰

این مجموعه در ابتدا فعالیت خود را در یک کارگاه کوچک و در زمینه تولید حلوا در شهر پاچنار آغاز نمود. پس از طی مراحل توسعه به محل جدید در شهرستان شهریار واقع در غرب استان تهران انتقال یافت که دارای وسعتی بالغ بر ۲۰۰۰۰ متر مربع است. در سال ۱۳۷۸ هجری شمسی همزمان با استقرار سیستم مدیریت کیفیت ISO9001 و شکل‌گیری واحدهای مختلف، مراحل پیشرفت و توسعه مجموعه عقاب از جمله تنوع محصولات، توسعه فیزیکی، پیشرفت تکنولوژیکی و گسترش خدمات آزمایشگاهی وکنترل کیفیت وارد مرحله جدیدی گردید و بخش‌های مختلف ازجمله سالن‌های تولید با فضایی بیش از ۵۰۰۰ مترمربع و انبارها با فضای بیش از ۳۷۰۰ مترمربع ایجاد گردید، ضمن ایجاد فضای کافی و مناسب جهت تولید و انبارش مواد اولیه و محصولات نهایی، تمامی الزامات استانداردهای بین‌المللی از جمله اصول GMP و ISO 22000 و IFS و BRC سالهاست در آن رعایت می‌شود.
همچنین در زمینهٔ تکنولوژی محصولات بر پایه کنجد، با تحقیق و بررسی تکنولوژی‌های روز دنیا، بهینه و به‌روزرسانی انواع ماشین آلات و تجهیزات تولید انجام پذیرفته‌است.
مجموعه اقدامات یادشده موجب گردیده‌است که شرکت حلوای عقاب به عنوان قدیمی‌ترین و بزرگ‌ترین شرکت تولیدکننده محصولات بر پایه کنجد در ایران محسوب گردد که با به‌کارگیری علم و تجربه خود و استفاده از تخصص کارشناسان مجرب صنایع غذایی، محصولات سنتی حاصل از دانه کنجد را به صورت صنعتی تولید و با کیفیتی در حد استانداردهای کیفی و بهداشتی جهانی IFS و BRC و در بسته‌بندی‌های مناسب به بازارهای داخلی و خارجی عرضه نماید و به بیش از ۳۰ کشور جهان صادرات داشته باشد.

## محصولات
اغلب محصولات شرکت اصلی عقاب شامل محصولات بر پایهٔ کنجد است؛ محصولاتی مانند: انواع حلوای ارده، کنجد برشته، کنجد بار (کنجد عسلی)، کرم کنجد، بیسکو کرم کنجدی، سس کنجد، ارده و روغن کنجد. از محصولاتی که برپایهٔ کنجد نیست هم می‌توان کرهٔ بادام زمینی را نام برد.

## زیرمجموعه‌ها
شرکت پخش عقاب تنها زیرمجموعهٔ کنونی هلدینگ حلوای عقاب است که از سال ۱۳۸۵ در زمینه پخش و توزیع محصولات فعالیت دارد.

## جوایز و افتخارات
- جایزه ملی غذای عملگر تندیس سیب طلایی سال ۱۳۸۵
- لوح وزارت تعاون، کار و رفاه اجتماعی برای کسب رتبه واحد نمونه سال
- تندیس طلایی کیفیت /برترین‌های صنایع غذایی سال ۱۳۸۹ / اولین همایش استاندارد و صنعت غذا/ اداره کل استاندارد و تحقیقات صنعتی استان تهران
- جایزه شهاب مرداد ۱۳۸۷ از انجمن متخصصان علوم و صنایع غذایی ایران
- جایزه شهاب مرداد ۱۳۸۹ از انجمن متخصصین علوم و صنایع غذایی ایران
- تندیس سیب طلایی صنایع غذایی
- تندیس واحد نمونه صنایع غذایی استان خوزستان در سال ۱۳۹۲ به مناسبت بزرگداشت روز جهانی غذا/ ۲۴ مهرماه ۹۲ از معاونت غذا و دارو دانشگاه علوم پزشکی جندی شاپور اهواز
- تندیس جایزه شهاب- اسفند ۱۳۹۵ - انجمن علوم و صنایع غذایی ایران
- لوح تقدیر نهمین جشنواره علوم و صنایع غذایی) جایزه علمی دکتر حبیب‌الله هدایت (از انجمن علوم و صنایع غذایی ایران
- تندیس نهمین جشنواره علوم و صنایع غذایی کشور/ جایزه علمی دکتر هدایت/ اسفند ۱۳۹۵